# Strada europea E38
La E38 è una strada europea che collega Hluchiv a Šymkent. Come si evince dalla numerazione, si tratta di una strada intermedia con direzione ovest-est.

## Percorso
La E38 è definita con i seguenti capisaldi di itinerario: "Hluchiv - Kursk - Voronež - Saratov - Oral - Aqtöbe - Karabutak - Aralsk - Novokazalinsk - Qyzylorda - Šymkent.".